# Андаманские языки
Андама́нские языки́ — две группы языков коренного населения Андаманских островов, условно объединяемых в одну семью на основании большого типологического сходства. Родственные связи андаманских языков с какими-либо другими языками не установлены, однако в 1994 году Рулен обнаружил, что система местоимений языка джуваи (и в меньшей степени других андаманских языков) совпадает с системой местоимений языка кусунда в Непале, который считается изолированным. Общее число говорящих — менее 400 человек.

## Классификация
- Северноандаманская семья:
  - северные:
    - бо †
    - йерева †
    - кора †
    - чариар †

  - центральные:
    - балава †
    - беа †
    - джуваи †
    - кеде †
    - кол †
    - пучиквар †
- Южноандаманская семья
  - джарава
  - онге
  - сентинельский

До колонизации Андаманских островов из 5-8 тысяч андаманцев 2/3 говорили на языках северной ветви, прежде распространённых на Северном, Среднем и Южном Андамане (кроме внутренних районов последнего).
К 1930-м годам эти языки вымерли. Их современное продолжение, т. н. новоандаманский язык — это креол, в основе которого лежит язык йерева и который при этом включает значительное количество элементов других языков, а также андаманского диалекта языка хинди; им владеют 37 потомков северных андаманских племён, объединившихся в единую общину и поселённых в середине XX века на острове Стрейт (1995, перепись).
Южную ветвь составляют языки джарава (свыше 200 говорящих на западном побережье Южного и Среднего Андамана; конец XX в., оценка) и онге (около 100 говорящих на Малом Андамане; конец XX в., оценка); к этой же группе принято относить неизученный сентинельский — язык не вступающего в контакты населения о. Северный Сентинел (свыше 100 говорящих, точное число жителей острова не установлено).

## Письменность
Все андаманские языки бесписьменные.

## Лингвистические черты

### Фонетика и фонология
В языке онге отсутствуют фрикативные согласные (в других языках, вероятно, имеется только h).

### Морфология
Андаманские языки относятся к агглютинативным языкам, развита как префиксация, так и суффиксация. В языках северной группы у имени отсутствует категория числа, в онге имеются факультативные суффиксы единственного, двойственного и множественного чисел. Прилагательные в языках северной группы выражаются самостоятельно, в онге инкорпорируются в именную словоформу. В языках обеих групп имеется по несколько классов притяжательных местоимений, зависящих от типа обладаемого. В онге на базе классных показателей таких местоимений возникла развитая система классификаторов, затрагивающая имя и глагол, а также использующаяся в словообразовании; ср. m-i-dange ‘моя кость’, m-o-dange ‘моя голова’. Числительные как особый класс в андаманских языках отсутствуют; количество обозначается понятиями «один», «два или несколько», «много» и т. п.

### Синтаксис
Обычный порядок слов «подлежащее + дополнение + сказуемое», определение следует за определяемым. 

## История изучения
В конце XIX — начале XX вв. изучением андаманских языков занимались в силу практической потребности представители британской администрации и этнографы. Из языков северной группы наиболее изучен беа (мёртвый), из южной — онге. Андаманские языки продолжают исследоваться индийскими специалистами.